# A diszkó végnapjai (A pletykafészek)
Az A diszkó végnapjai (The Last Days of Disco Stick) a Gossip Girl – A pletykafészek (Gossip Girl) című amerikai filmsorozat 3. évadának 10. része. Az epizódot Leila Gerstein írta, és Tony Wharmby rendezte. Az Egyesült Államokban a CW csatorna sugározta először 2009. november 16-án, Magyarországon a Cool TV 2011. október 16-án tűzte műsorára. Az epizódban miután az osztály egyik legnépszerűbb tagja, Serena van der Woodsen visszatért az internátusból, megindulnak a találgatások hogy vajon mi az oka a visszatérésének. Blair, Serena legjobb barátnője mindaddig örül barátnője felbukkanásának, amíg szerelme, Nate be nem vallja neki: megcsalta Serenával a lány elutazása előtt. Közben Serena megismerkedik új osztálytársukkal, Dannel és családjával.
Az Egyesült Államokban A diszkó végnapjait 2,24 millióan látták. Az epizód vegyes fogadtatásban részesült, a TV.com-on 10-ből 6.1-et, a TV Fanatic-on 5-ből 4.4-et, míg az IMDb-n 10-ből 7.3-as osztályzatot kapott. A részben a többszörös Grammy-díjas amerikai énekesnő Lady Gaga is megjelent, aki Bad Romance című slágerét adta elő.

## Fordítás
- Ez a szócikk részben vagy egészben  a   The Last Days of Disco Stick című angol Wikipédia-szócikk fordításán alapul.  Az eredeti cikk szerkesztőit annak laptörténete sorolja fel. Ez a jelzés csupán a megfogalmazás eredetét és a szerzői jogokat jelzi, nem szolgál a cikkben szereplő információk forrásmegjelöléseként.